# Kaptajnen med den haarde Haand
Kaptajnen med den haarde Haand er en amerikansk stumfilm fra 1921 af Bernard J. Durning.

## Medvirkende
- Dustin Farnum som Briggs
- Virginia Valli som Laura
- Nigel De Brulier som Dr. Philiol
- Bernard J. Durning som Hal
- Jim Farley som Scurlock
- Tom O'Brien som Wansley
- Bob Perry som Crevay